# Listă de comitate din statul Alabama

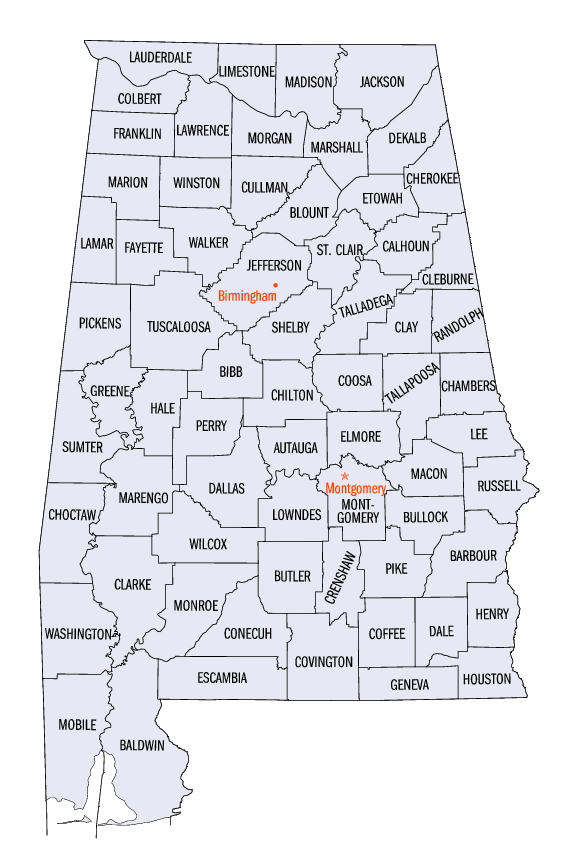
Comitatele statului Alabama.

Harta densității populației în comitatele statului

- Această pagină este o listă alfabetică a celor 67 de comitate ale statului Alabama, unul din cele 50 de state ale Statelor Unite ale Americii.

- Vedeți și Listă de municipalități din statul Alabama.
  - Vedeți și Listă de orașe din statul Alabama.
  - Vedeți și Listă de târguri din statul Alabama.
  - Vedeți și Listă de sate din statul Alabama.

respectiv
- Vedeți și Listă de comitate din statul Alabama.
- Vedeți și Listă de districte civile din statul Alabama.
- Vedeți și Listă de locuri desemnate pentru recensământ din statul Alabama.
- Vedeți și Listă de comunități neîncorporate din statul Alabama.
- Vedeți și Listă de localități din statul Alabama.
- Vedeți și Listă de localități dispărute din statul Alabama.
- Vedeți și Listă de rezervații amerindiene din statul Alabama.
- Vedeți și Listă de zone de teritoriu neorganizat din statul Alabama.

## Comitate -- aranjare alfabetică
| Coumitatul | Populația 1 iulie 2007 | Sediul             | Populația 1 iulie 2007 |
| ---------- | ---------------------- | ------------------ | ---------------------- |
| Autauga    | 49.960                 | Prattville         | 32.034                 |
| Baldwin    | 171.769                | Bay Minette        | 7726                   |
| Barbour    | 27.941                 | Clayton            | 1371                   |
| Bibb       | 21.535                 | Centreville        | 2526                   |
| Blount     | 56.614                 | Oneonta            | 6880                   |
| Bullock    | 10.781                 | Union Springs      | 4601                   |
| Butler     | 20.157                 | Greenville         | 7002                   |
| Calhoun    | 113.103                | Anniston           | 23.689                 |
| Chambers   | 34.764                 | La Fayette         | 3036                   |
| Cherokee   | 24.560                 | Centre             | 3462                   |
| Chilton    | 42.299                 | Clanton            | 8742                   |
| Choctaw    | 14.173                 | Butler             | 1724                   |
| Clarke     | 26.496                 | Grove Hill         | 1348                   |
| Clay       | 13.788                 | Ashland            | 1873                   |
| Cleburne   | 14.700                 | Heflin             | 3511                   |
| Coffee     | 46.793                 | Elba               | 4129                   |
| Colbert    | 54.588                 | Tuscumbia          | 8241                   |
| Conecuh    | 13.160                 | Evergreen          | 3423                   |
| Coosah     | 10.864                 | Rockford           | 396                    |
| Covington  | 37.007                 | Andalusia          | 8705                   |
| Crenshaw   | 13.805                 | Luverne            | 2755                   |
| Cullman    | 80.554                 | Cullman            | 14.984                 |
| Dale       | 48.150                 | Ozark              | 14.639                 |
| Dallas     | 43.079                 | Selma              | 18.949                 |
| DeKalb     | 68.016                 | Fort Payne         | 13.916                 |
| Elmore     | 77.525                 | Wetumpka           | 7585                   |
| Escambia   | 37.600                 | Brewton            | 5281                   |
| Etowah     | 103.217                | Gadsden            | 36.936                 |
| Fayette    | 17.648                 | Fayette            | 4696                   |
| Franklin   | 30.439                 | Russellville       | 8780                   |
| Geneva     | 25.707                 | Geneva             | 4401                   |
| Greene     | 9201                   | Eutaw              | 2973                   |
| Hale       | 18.111                 | Greensboro         | 2562                   |
| Henry      | 16.621                 | Abbeville          | 2944                   |
| Houston    | 97.171                 | Dothan             | 65.447                 |
| Jackson    | 53.030                 | Scottsboro         | 14.863                 |
| Jefferson  | 658.779                | Birmingham         | 229.800                |
| Lamar      | 14.447                 | Vernon             | 1913                   |
| Lauderdale | 88.561                 | Florence           | 37.449                 |
| Lawrence   | 34.229                 | Moulton            | 3263                   |
| Lee        | 130.516                | Opelika            | 25.836                 |
| Limestone  | 73.898                 | Athens             | 22.936                 |
| Lowndes    | 12.686                 | Hayneville         | 1117                   |
| Macon      | 22.336                 | Tuskegee           | 11.370                 |
| Madison    | 312.734                | Huntsville         | 171.327                |
| Marengo    | 21.276                 | Linden             | 2285                   |
| Marion     | 29.580                 | Hamilton           | 6381                   |
| Marshall   | 87.644                 | Guntersville       | 8267                   |
| Mobile     | 404.406                | Mobile             | 191.411                |
| Monroe     | 22.764                 | Monroeville        | 6425                   |
| Montgomery | 225.791                | Montgomery         | 204.086                |
| Morgan     | 115.050                | Decatur            | 55.741                 |
| Perry      | 10.602                 | Marion             | 3171                   |
| Pickens    | 19.651                 | Carrollton         | 935                    |
| Pike       | 29.925                 | Troy               | 14.482                 |
| Randolph   | 22.425                 | Wedowee            | 815                    |
| Russell    | 50.183                 | Phenix City        | 30.663                 |
| Shelby     | 182.113                | Columbiana         | 3779                   |
| St. Clair  | 78.054                 | Ashville Pell City | 2511 12.492            |
| Sumter     | 13.306                 | Livingston         | 3002                   |
| Talladega  | 80.255                 | Talladega          | 16.991                 |
| Tallapoosa | 40.747                 | Dadeville          | 3218                   |
| Tuscaloosa | 177.906                | Tuscaloosa         | 88.722                 |
| Walker     | 68.816                 | Jasper             | 13.978                 |
| Washington | 17.226                 | Chatom             | 1160                   |
| Wilcox     | 12.779                 | Camden             | 2214                   |
| Winston    | 24.240                 | Double Springs     | 983                    |

## Comitate -- Alte date
| Abreviere statală | Cod statal FIPS  | Stat                            |
| AL                | 01               | Alabama                         |
| Cod număr         | Cod FIPS comitat | Numele comitatului              |
| 4                 | 001              | Comitatul Autauga (c ▲ f ►)     |
| 5                 | 003              | Comitatul Baldwin (c ▲ f ►)     |
| 6                 | 005              | Comitatul Barbour (c ▲ f ►)     |
| 7                 | 007              | Comitatul Bibb (c ▲ f ►)        |
| 8                 | 009              | Comitatul Blount (c ▲ f ►)      |
| 9                 | 011              | Comitatul Bullock (c ▲ f ►)     |
| 10                | 013              | Comitatul Butler (c ▲ f ►)      |
| 11                | 015              | Comitatul Calhoun (c ▲ f ►)     |
| 12                | 017              | Comitatul Chambers (c ▲ f ►)    |
| 13                | 019              | Comitatul Cherokee (c ▲ f ►)    |
| 14                | 021              | Comitatul Chilton (c ▲ f ►)     |
| 15                | 023              | Comitatul Choctaw (c ▲ f ►)     |
| 16                | 025              | Comitatul Clarke (c ▲ f ►)      |
| 17                | 027              | Comitatul Clay (c ▲ f ►)        |
| 18                | 029              | Comitatul Cleburne (c ▲ f ►)    |
| 19                | 031              | Comitatul Coffee (c ▲ f ►)      |
| 20                | 033              | Comitatul Colbert (c ▲ f ►)     |
| 21                | 035              | Comitatul Conecuh (c ▲ f ►)     |
| 22                | 037              | Comitatul Coosa (c ▲ f ►)       |
| 23                | 039              | Comitatul Covington (c ▲ f ►)   |
| 24                | 041              | Comitatul Crenshaw (c ▲ f ►)    |
| 25                | 043              | Comitatul Cullman (c ▲ f ►)     |
| 26                | 045              | Comitatul Dale (c ▲ f ►)        |
| 27                | 047              | Comitatul Dallas (c ▲ f ►)      |
| 28                | 049              | Comitatul DeKalb (c ▲ f ►)      |
| 29                | 051              | Comitatul Elmore (c ▲ f ►)      |
| 30                | 053              | Comitatul Escambia (c ▲ f ►)    |
| 31                | 055              | Comitatul Etowah (c ▲ f ►)      |
| 32                | 057              | Comitatul Fayette (c ▲ f ►)     |
| 33                | 059              | Comitatul Franklin (c ▲ f ►)    |
| 34                | 061              | Comitatul Geneva (c ▲ f ►)      |
| 35                | 063              | Comitatul Greene (c ▲ f ►)      |
| 36                | 065              | Comitatul Hale (c ▲ f ►)        |
| 37                | 067              | Comitatul Henry (c ▲ f ►)       |
| 38                | 069              | Comitatul Houston (c ▲ f ►)     |
| 39                | 071              | Comitatul Jackson (c ▲ f ►)     |
| 1                 | 073              | Comitatul Jefferson (c ▲ f ►)   |
| 40                | 075              | Comitatul Lamar (c ▲ f ►)       |
| 41                | 077              | Comitatul Lauderdale (c ▲ f ►)  |
| 42                | 079              | Comitatul Lawrence (c ▲ f ►)    |
| 43                | 081              | Comitatul Lee (c ▲ f ►)         |
| 44                | 083              | Comitatul Limestone (c ▲ f ►)   |
| 45                | 085              | Comitatul Lowndes (c ▲ f ►)     |
| 46                | 087              | Comitatul Macon (c ▲ f ►)       |
| 47                | 089              | Comitatul Madison (c ▲ f ►)     |
| 48                | 091              | Comitatul Marengo (c ▲ f ►)     |
| 49                | 093              | Comitatul Marion (c ▲ f ►)      |
| 50                | 095              | Comitatul Marshall (c ▲ f ►)    |
| 2                 | 097              | Comitatul Mobile (c ▲ f ►)      |
| 51                | 099              | Comitatul Monroe (c ▲ f ►)      |
| 3                 | 101              | Comitatul Montgomery (c ▲ f ►)  |
| 52                | 103              | Comitatul Morgan (c ▲ f ►)      |
| 53                | 105              | Comitatul Perry (c ▲ f ►)       |
| 54                | 107              | Comitatul Pickens (c ▲ f ►)     |
| 55                | 109              | Comitatul Pike (c ▲ f ►)        |
| 56                | 111              | Comitatul Randolph (c ▲ f ►)    |
| 57                | 113              | Comitatul Russell (c ▲ f ►)     |
| 58                | 115              | Comitatul Shelby (c ▲ f ►)      |
| 59                | 117              | Comitatul Saint Clair (c ▲ f ►) |
| 60                | 119              | Comitatul Sumter (c ▲ f ►)      |
| 61                | 121              | Comitatul Talladega (c ▲ f ►)   |
| 62                | 123              | Comitatul Tallapoosa (c ▲ f ►)  |
| 63                | 125              | Comitatul Tuscaloosa (c ▲ f ►)  |
| 64                | 127              | Comitatul Walker (c ▲ f ►)      |
| 65                | 129              | Comitatul Washington (c ▲ f ►)  |
| 66                | 131              | Comitatul Wilcox (c ▲ f ►)      |
| 67                | 133              | Comitatul Winston (c ▲ f ►)     |

## Comitate fictive
- Comitatul Beechum, din filmul american din 1992 Vărul meu, Vinny (conform originalului, My Cousin Vinny).
- Comitatul Maycomb, din romanul Să ucizi o pasăre cântătoare (conform, To Kill a Mockingbird de Harper Lee).

## Alte legături interne
- Categorie:Liste de orașe din Statele Unite după stat
- Categorie:Liste de târguri din Statele Unite după stat
- Categorie:Liste de districte civile din Statele Unite după stat
- Categorie:Liste de sate din Statele Unite după stat
- Categorie:Liste de comunități desemnate pentru recensământ din Statele Unite după stat
- Categorie:Liste de comunități neîncorporate din Statele Unite după stat
- Categorie:Liste de localități dispărute din Statele Unite după stat
- Categorie:Liste de rezervații amerindiene din Statele Unite după stat
- Categorie:Liste de zone de teritoriu neorganizat din Statele Unite după stat

și
- Listă de municipalități din statul Alabama
  - Listă de orașe din statul Alabama
  - Listă de târguri din statul Alabama
  - Listă de sate din statul Alabama

respectiv
- Listă de comitate din statul Alabama
- Listă de districte civile din statul Alabama
- Listă de locuri desemnate pentru recensământ din statul Alabama
- Listă de comunități neîncorporate din statul Alabama
- Listă de localități din statul Alabama
- Listă de localități dispărute din statul Alabama
- Listă de rezervații amerindiene din statul Alabama
- Listă de zone de teritoriu neorganizat din statul Alabama